# Тирания Аниция Юлиана
Вижте пояснителната страница за други личности с името Аниция.
Тирания Аниция Юлиана или Тирения, Турания (на латински: Tirrania Anicia Juliana) е римлянка от 4 и 5 век.

## Биография
Произлиза от знатния род Аниции. Дъщеря е на Аниций Авхений Бас, който е консул 408 г. Сестра е на Аниций Авхений Бас (консул 431 г.). Внучка е на Аниций Авхений Бас (praefectus urbi 382 – 383 г.) и Турения Хонората.
Тирания се омъжва през 365 г. за Квинт Клодий Херногениан Олибрий. Той е син на Клодий Целсин Аделфий (praefectus urbi 351 г.) и християнска поетеса Фалтония Бетиция Проба. Олибрий е vir clarissimus, преди 361 г. консулар на Кампания, 361 г. проконсул на провинция Африка, praefectus urbi на Рим между 368 – 370 г., преториански префект на Илирия и Изтока. Участва през 378 г. в заселването на готите в Тракия и през август 378 г. в битката при Адрианопол. Става консул през 379 г.
Двамата имат една дъщеря Аниция Фалтония Проба († 432 г.), поетеса и съпруга на Секст Клавдий Петроний Проб (консул 371 г.). Баба е на Аниций Петроний Проб, Флавий Аниций Хермогениан Олибрий, Флавий Аниций Пробин и Аниция Проба.